# Колизей (Грозный)
Спортхолл «Колизей» — многоуровневый спортивный комплекс, расположенный в Грозном.

## Общая информация
Вместимость составляет 4200 человек, общая площадь — 8000 м², площадь арены — 520 м², высота здания — 27 м. Арена легко трансформируется в спортивную, цирковую, эстрадную или подиум для показа мод. Здесь регулярно проводятся крупные всероссийские и международные соревнования по различным видам единоборств, концерты, цирковые представления.
В нижней части здания находятся тренажёрный зал и зал боевых единоборств. На втором ярусе расположены административный блок, подиум для выхода спортсменов, VIP-ложа. На третьем уровне находятся трибуны, разделенные на сектора. В южном секторе находятся места для представителей средств массовой информации.
Открыт 5 октября 2014 года. Открытие было приурочено ко Дню города. В этот день состоялись первые соревнования в стенах нового здания — турнир по смешанным единоборствам АСВ 10 «Coliseum Time».

## Мероприятия
- Чемпионат России по греко-римской борьбе 2016 года.
- Боксёрский поединок за титул чемпиона мира в тяжёлом весе по версии WBA Руслан Чагаев — Лукас Браун (5 марта 2016 года).